# 作手中河内
作手中河内（つくでなかごうち）は、愛知県新城市の大字である。

## 地理
新城市の北西端に位置し豊田市、岡崎市との境界を持つ。小字が設置されているが丁目は設定されていない。

### 河川
- 川竹川
  - 遵手川
- 黒瀬川

### 小字
| - 字井口（いぐち） - 字井戸下（いどした） - 字井戸向（いどむかい） - 字井ノ下（いのした） - 字柿下（かきした） - 字上切（かみきり） - 字亀田（かめだ） - 字川竹（かわたけ） - 字河原田（かわらだ） - 字観音前（かんのんまえ） - 字霧ケ入（きりがいり） - 字下リ沢（くだりさわ） | - 字言呂（げんろ） - 字子生道（こうみどう） - 字小日影（こひかげ） - 字五良（ごろ） - 字下子生道（しもこうみどう） - 字正武ケ沢（しょうぶがさわ） - 字尊手（そんで） - 字辻（つじ） - 字津マリ（つまり） - 字中島（なかじま） - 字西貝津（にしかいつ） - 字西道上（にしみちうえ） | - 字日面（ひよも） - 字広畑（ひろはた） - 字札前（ふだまえ） - 字細沢連（ほそぞれ） - 字松ケ沢前（まつがさわまえ） - 字南川竹（みなみかわたけ） - 字宮下（みやした） - 字山神下（やまがみした） - 字ユルメキ（ゆるめき） - 字六畝田（ろくせだ） |

## 歴史
東加茂郡下山村の北中河内（現在の豊田市黒坂町、豊田市羽布町の各一部）を前身とする。

## 世帯数と人口
2015年（平成27年）10月1日現在の世帯数と人口は以下の通りである。
| 大字       | 世帯数 | 人口  |
| ---------- | ------ | ----- |
| 作手中河内 | 48世帯 | 149人 |

### 人口の変遷
国勢調査による人口の推移
| 2005年（平成17年） | 177人 | [ 5 ] |  |
| 2010年（平成22年） | 163人 | [ 6 ] |  |
| 2015年（平成27年） | 149人 | [ 2 ] |  |

## 小・中学校の学区
市立小・中学校に通う場合、学区は以下の通りとなる。
| 番・番地等 | 小学校             | 中学校             |
| ---------- | ------------------ | ------------------ |
| 全域       | 新城市立作手小学校 | 新城市立作手中学校 |

## 施設
- 南中河内集会所
- 白鳥神社

## 交通
- 国道301号（挙母街道）

## その他

### 日本郵便
- 郵便番号 : 441-1424[3]（集配局：作手郵便局[8]）。

## 参考資料
- 「角川日本地名大辞典」編纂委員会 編『角川日本地名大辞典 23 愛知県』角川書店、1989年3月8日。ISBN 4-04-001230-5。
- 有限会社平凡社地方資料センター 編『日本歴史地名体系第23巻 愛知県の地名』平凡社、1981年。ISBN 4-582-49023-9。